# 爱的礼赞

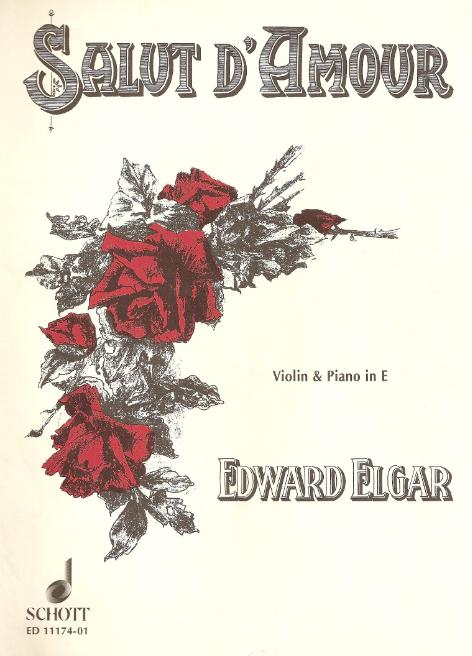
《爱的礼赞》之原版封面

《爱的礼赞》（法語：Salut d'Amour），作品12，是英国作曲家爱德华·埃尔加于1888年创作的乐曲，为小提琴和钢琴而作。
乐曲采用三段体，具有典型的小夜曲风格。由E大调（有移调版本，大提琴版用D大调）、2/4拍的切分音展开有名的A段。小提琴在高音区应奏出恰似情人缠绵的深情旋律。乐曲的B段转入G大调，在柔和的曲调中加入一丝幽婉的相思情调。经过带有泛音色彩的过门，主题再现。经过带有复杂情绪的尾声，全曲在A段主题的变奏形式下缓缓减弱而终了。

## 历史
埃尔加于1888年7月在旅途中完成了曲谱，当时他已经与卡洛琳·爱丽丝·罗伯茨订婚。由于爱丽丝精通德语，他将曲子命名为《Liebesgruß》（「愛的禮讚」的德文），题词为法文「à Carice」（意為「致卡麗斯」）。「Carice」是他未婚妻名字的缩写，也是他们两年后出生的女儿的名字。
他于9月22日从克雷文的友人那里回到位于伦敦的家后，将这首曲作为订婚礼展现给爱丽丝。而爱丽丝以自己几年前写的叫做《拂晓的风》（The Wind at Dawn）的诗作为回应，埃尔加很快为之谱了曲。
一年后，德国碩特音樂出版有限公司买下《爱的礼赞》的版权，以四个版本出版：小提琴与钢琴、钢琴独奏、大提琴与钢琴、管弦乐改编曲，但销售不理想。于是出版商将曲名改为法文「Salut d'Amour」。埃尔加后来意识到，这个法文标题不仅适用于法国，也帮助本作在其它欧洲国家获得了认可。
在1889年11月11日，本曲以交响乐形式首演于水晶宫的一场音乐会，由奥古斯特·曼斯指挥。

## 改编与引用
毫无疑问，《爱的礼赞》是埃尔加所有作品中改编版本最多的一个。
早在1901年，就有下表反映的可观数量：
| - 小提琴与钢琴（E大调，原版） - E大调钢琴（原版） - 小提琴（大提琴即兴）与钢琴（D大调） - 降B大调钢琴 - 小提琴二重奏与钢琴 - 大提琴与钢琴 - 长笛与钢琴 - 单簧管与钢琴 - 双簧管与钢琴 - 小管弦乐团（E大调） - 曼陀林与钢琴，G. B. Marchisio改编 - 曼陀林二重奏与钢琴，G. B. Marchisio改编 - 曼陀林二重奏与吉他，G. B. Marchisio改编 - 风琴 - 钢琴四手联弹 - 钢琴、小提琴与大提琴即兴 - 钢琴、双小提琴与大提琴即兴 | - 短号与钢琴 - 中提琴与钢琴 - 大提琴二重奏与钢琴 - 钢琴与风琴 - 风琴（E大调），E. H. Lemare抄录 - 风琴（降B大调），C. J. Grey抄录 - 小管弦乐团，Torbie改编 - 吉他 - 交响乐团，Kaiser改编 - Max Laistner为适应声部与钢琴所做的修改： - 《Pansies》（含三个声部：降E、F与G大调）, Percy E. Pinkerton填词 - 《Pansies》（F大调），附加小提琴部分 - 《Woo thou, Sweet Music》（G、F、A与降E大调），A. C. Bunten填词 - 《Pensées》（G大调与F大调），G. Ferrari以法语填词 - 《Viola del Pensiero》（F大调）, F. Rizzelli以意大利语填词 - 《Liebesgruss》（G大调与F大调），E. Klingenfeld以德语填词 |

其旋律也常出现于流行文化中，在香港歌手梁洛施的《先苦后甜》以及韩国儿童歌唱组合七公主的《Love Song》（後被台灣歌手楊丞琳翻唱為《慶祝》）中就有引用。
在日本动画《金色琴弦》中，由女主角的后宫团队出演的《爱的礼赞》五重奏将剧情推向高潮。
2022年，北京冬奥会开幕后，其吉祥物周边一个难求，出现了“我只是想要一只冰墩墩”的填词版本。